# 迈斯伦
迈斯伦，是匈牙利沃什州所辖的一个村，总面积12.02平方公里，总人口224，人口密度18.6人/平方公里（2010年1月1日）。